# Gustaw Bolesław Baumfeld
Gustaw Bolesław Baumfeld (ur. 16 sierpnia 1879 w Przemyślu, zm. wiosną 1940 w Katyniu) – polski literat i publicysta, tłumacz, działacz niepodległościowy, żołnierz Legionów, kapitan artylerii Wojska Polskiego, ofiara zbrodni katyńskiej.

## Życiorys
Był synem Jakuba i Tekli z Grynbergów. Początkowo uczył się w gimnazjum w Tarnowie. W 1899 zdał z odznaczeniem egzamin dojrzałości w Gimnazjum św. Jacka w Krakowie (w jego klasie był m.in. Józef Zachara). Absolwent Wydziału Prawno-Filozoficznego Uniwersytetu Jagiellońskiego z 1901. 17 września 1903 jako kandydat stanu nauczycielskiego został mianowany zastępcą nauczyciela w C. K. Gimnazjum w Sanoku, po czym został uwolniony od obowiązków szkolnych z końcem sierpnia 1904.
W czasie I wojny światowej żołnierz 1 pułku piechoty Legionów Polskich i 1 pułku artylerii Legionów Polskich. Był wykładowcą języka polskiego i literatury polskiej w Oficerskiej Szkole dla Podoficerów w Bydgoszczy oraz Korpusie Kadetów nr 3 w Rawiczu. 1 grudnia 1924 został mianowany kapitanem ze starszeństwem z 15 sierpnia 1924 i 14. lokatą w korpusie oficerów artylerii. Z dniem 1 marca 1927 został mu udzielony dwumiesięczny urlop z zachowaniem uposażenia, a z dniem 30 kwietnia tego roku został przeniesiony w stan spoczynku. W 1934, jako oficer stanu spoczynku pozostawał w ewidencji Powiatowej Komendy Uzupełnień Poznań Miasto. Posiadał przydział do Oficerskiej Kadry Okręgowej Nr VII. Był wówczas „w dyspozycji dowódcy Okręgu Korpusu Nr VII”.
Po zakończeniu służby wojskowej został nauczycielem szkół gimnazjalnych w Poznaniu. Był autorem licznych publikacji i opracowań z literatury polskiej i obcej, a także tłumaczem na język polski literatury obcej w tym między innymi Antoniego Czechowa. W dorobku miał także publikacje związane z krzewieniem trzeźwości i zwalczaniem alkoholizmu w tym wydaną w 1906, broszurkę O jednym strasznym wrogu ludzi czyli o alkoholu oraz publikacje w organie prasowym Towarzystwa Eleuterya do Walki z Alkoholizmem pt. Wyzwolenie.
Po kampanii wrześniowej 1939 i agresji ZSRR na Polskę, w nieznanych okolicznościach dostał się do niewoli sowieckiej. Przebywał w obozie jenieckim w Kozielsku. Wiosną 1940 został zamordowany przez funkcjonariuszy NKWD w Katyniu i tam pogrzebany w bezimiennej mogile zbiorowej, gdzie od 28 lipca 2000 mieści się oficjalnie Polski Cmentarz Wojenny w Katyniu. W Lesie Katyńskim prowadzone były ekshumacje i prace archeologiczne. W 1943 jego ciało zostało zidentyfikowane w toku ekshumacji prowadzonych przez Niemców pod numerem 3523, a przy zwłokach znaleziono leg. ofic., kartę szczepień oraz 1 zaświadczenie. Figuruje na liście wywózkowej 014 z 4 kwietnia 1940.
W swoich wspomnieniach Franciszek Bielak wymienił Gustawa Baumfelda w gronie doskonałych nauczycieli-filologów.

## Odznaczenie
- Krzyż Niepodległości – 2 sierpnia 1931 „za pracę w dziele odzyskania niepodległości”[15]

## Upamiętnienie
5 października 2007 minister obrony narodowej Aleksander Szczygło mianował go pośmiertnie na stopień majora. Awans został ogłoszony 9 listopada 2007 w Warszawie, w trakcie uroczystości „Katyń Pamiętamy – Uczcijmy Pamięć Bohaterów”.

## Publikacje
- Kilka słów o dramacie historycznym Wyspiańskiego: „Bolesław Śmiały” (Sanok, 1904)[22]
- Grażyna. Powieść litewska Adama Mickiewicza / w 3 ustępy dramatyczne ułożył Gustaw Baumfeld (F. West; Brody; 1905; wyd. I; „Odrodzenie”; Lwów; 1928; wyd. II)
- O jednym strasznym wrogu ludzi czyli o alkoholu (Księg. Ludowa K. Wojnara; Kraków; 1906)
- Irydyon Zygmunta Krasińskiego (S. Komoniewski; Tarnopol; 1906) objaśnił G. Baumfeld
- Maksym Gorkij (śladami człowieczeństwa) (A. Staudacher (M. Haskler) ; Warszawa : E. Wende; 1907)
- „Wesele” Stanisława Wyspiańskiego (A. Brugger ; Warszawa : Gebethner i Wolff; 1907) objaśnił G. Baumfeld
- Adama Mickiewicza. „Oda do młodości” i „Farys” (A. Brugger; Tarnopol; 1908) objaśnił G. Baumfeld
- Mieczysław Romanowski. Studyum ideowe i literackie (Księgarnia Naukowa; Warszawa; 1908 i F. West ; Warszawa : E. Wende (A. Turkuł i T. Hiż); Brody; 1909)
- Artyleryi legionów pułk pierwszy (K. Wojnar (Wł. M. Skulska); Kraków; 1917)
- Metodyczne objaśnienie dramatu Stanisława Wyspiańskiego Wesele (J. Lisowska; Warszawa; 1917; wyd. II)
- Klejnoty poezji staropolskiej. Nowa antologja / ułożył, wstępem i przypisami opatrzył Gustaw Bolesław Baumfeld (Towarzystwo Wydawnicze; 1919)
- Śluby sportowe. Komedja studencka w 3 odsłonach (B. Połoniecki; Lwów; ok. 1920)
- Szkice o Mickiewiczu. Cz. 1, O „Panu Tadeuszu” (K. Wojnar; Warszawa; 1924)
- O „Irydionie” Zygmunta Krasińskiego (Wydawnictwo Spółdzielni Szkoły Oficerskiej dla Podoficerów; Bydgoszcz; 1924)
- Tajemnica soboru na Placu Saskim (Skł. gł. „Dom Książki Polskiej”; Warszawa; 1926)
- Pieśń o wystawie (Poznań; 1929)
- Święta Cecylja czyli Cud muzyki. Słuchowisko radiowe według noweli Henryka Kleista (Księgarnia Szkolna; Poznań; 1930)
- Wojsko a społeczeństwo w dawnej Polsce: (na tle poezji ówczesnej). Cz. 1, Wieki XVI-XVII (Księgarnia Szkolna; Poznań; 1930)
- Odrodzenie wojskowe za Stanisława Augusta (na tle poezji ówczesnej) (Księgarnia Szkolna; Poznań; 1930)
- Najznakomitsi wodzowie polscy (Wojskowy Instytut Naukowo-Oświatowy; Warszawa; 1935)

Tłumaczenia
- Lalki = („Der Puppenspieler”). Studyum w 1 akcie / Artur Schnitzler ; z upoważnienia aut. przetł. Gustaw Baumfeld (F. West ; Warszawa : E. Wende i Spółka; Brody 1904)
- Mewa. Dramat w 4 aktach / Antoni Czechow (W. Zukerkandel; Lwów; 1905; wyd. I; W. Zukerkandel; Lwów; 1911; wyd. II; W. Zukerkandel; 1924)
- Niedźwiedź. Komedyjka w 1 akcie / Antoni Czechow (H. Altenberg; Lwów; 1902 i „Odrodzenie”; Warszawa; 1921)